# Saison 1998 de l'équipe cycliste Home-Jack & Jones
La saison 1998 de l'équipe cycliste Home-Jack & Jones est la première de cette équipe. Torben Kølbæk est le manager général. Torben Kølbæk, Alex Kjeld Pedersen et Per Pedersen sont directeur sportifs. Les vélos sont de marque Peugeot

## Effectif
Onze coureurs constituent l'effectif de l'équipe.
| Effectif 1998               | Effectif 1998     | Effectif 1998       | Effectif 1998           |
| Cycliste                    | Date de naissance | Pays                | Équipe précédente       |
| --------------------------- | ----------------- | ------------------- | ----------------------- |
| Christian Andersen          | 18 juin 1967      | Royaume du Danemark | Aki-Gipiemme (1995)     |
| Brian Holm (1 janv.–19 mai) | 2 octobre 1962    | Danemark            | Deutsche Telekom (1997) |
| Marc Strange Jacobsen       | 8 février 1972    | Royaume du Danemark |                         |
| René Jørgensen              | 26 juillet 1975   | Danemark            |                         |
| Mikael Kyneb                | 5 mars 1972       | Danemark            | PSV Köln (1997)         |
| Danny Nelissen              | 10 novembre 1970  | Pays-Bas            | Rabobank (1997)         |
| Michael Steen Nielsen       | 15 février 1975   | Royaume du Danemark |                         |
| Arvis Piziks                | 12 septembre 1969 | Lettonie            | Rabobank (1997)         |
| Michael Rosborg             | 15 mars 1971      | Royaume du Danemark |                         |
| Juris Silovs                | 27 janvier 1973   | Lettonie            |                         |
| Jesper Skibby               | 21 mars 1964      | Danemark            | TVM-Farm Frites (1997)  |
|                             |                   |                     |                         |
| Source : Cycling Archives   |                   |                     |                         |